# واحد زائد واحد (مسلسل)
واحد زائد واحد هو مسلسل تلفزيوني عراقي عرض في رمضان عام 2020.

## قصة المسلسل
يطرح العمل حكاية الأخوين التوأم سامر وعامر اللذين افترقا منذ الصغر وعاشا في منزلين مختلفين، والتقيا مجددًا بعد عدة أعوام تنفيذًا لوصية والدهما التي أجبرتهما على العيش معًا في بيت واحد، مما يولد صراعات بين سامر الطيار المدني وشقيقه عامر الميكانيكي البسيط.

## الممثلون
- قاسم الملاك سامر عامر
- بتول عزيز امل
- جمانة كريم سحر
- زيد الملاك  دريد
- شروق الحسن ياسمين
- آسيا كمال همسه
- محمد حسين عبد الرحيم فايق
- محمد أياد
- طلال هادي
- مازن محمد مصطفى
- كرم ثامر
- احمد نسيم